# Angelina de Marsciano
Angelina de Marsciano (Montegiove, 1357-Foligno, 14 de julio de 1435) fue una religiosa católica italiana, considerada la fundadora de la Tercera orden Regular de San Francisco. Es venerada como beata en la Iglesia católica.

## Biografía
Angelina nació en Montegiove, en las proximidades de Orvieto, en 1357, en el seno de una familia noble, descendiente de los condes de Marsciano. A los 15 años se casó con Juan de Terni, conde de Civitella. Angelina quedó viuda, dos años más tarde, y heredó el castillo y las tierras de Civitella del Tronto. Colocó sus riquezas al servicio de la Iglesia y de los pobres. Tomó el hábito de la tercera orden de San Francisco y transformó su casa en una especie de comunidad de terciarias, que se dedicaban a la predicación, a las obras de caridad y al testimonio vocacional.
Angelina fue acusada de hechicería porque convencía fácilmente a muchas jóvenes a tomar los hábitos. A estas acusaciones se le sumaban las de herejía, por su supuesto desprecio al matrimonio y su apostolado itinerante, el cual era responsabilidad de hombres. Por ello, fue sometida a juicio, a instancia de Ladislao, rey de Nápoles. Sin embargo, Angelina demostró la ortodoxia de su fe y la legitimidad de su conducta. El rey la declaró inocente, pero convirtiéndose en un problema para la sociedad, por las numerosas acusaciones, ella y sus compañeras fueron desterradas del reino. Las mujeres se refugian en Asís, en iglesia de Santa María de los Ángeles. Más tarde, pasó a Foligno, donde fundó un monasterio de clausura de la tercera orden regular de San Francisco. La construcción del mismo, culminó en 1397, Angelina fue elegida la primera abadesa y, durante su gobierno, fundó otros once monasterios.
Angelina murió en Foligno, con 58 años de edad, el 14 de julio de 1435.

## Culto
De Angelina de Marsciano se cuenta que el día de su muerte, su rostro se puso brillante y que su celda se llenó de un aroma celestial. Considerándola una santa, sus restos fueron venerados desde ese mismo día. Los funerales fueron apoteósicos. Lo que demuestra la gran consideración que tenía la religiosa en la ciudad de Foligno y sus alrededores. En 1492 su cuerpo fue exhumado y hallado incorrupto, lo que aumentó la veneración. Por ello, los franciscanos la colocaron en una urna en frente de la tumba de la famosa franciscana Ángela de Foligno, en la iglesia de los franciscanos de Foligno.
El culto de la beata Angelina de Marsciano fue confirmado por el papa León XII, el 8 de marzo de 1825, mediante el proceso llamado canonización equipolente. Su memoria es recogida por el Martirologio Romano el 14 de julio y su fiesta fue trasladada para el 13 de julio. Es tenida en gran estima por las franciscanas terciarias regulares y por los franciscanos de la tercera orden regular, quienes la consideran su fundadora.